# Catherine Oberson
Pour les articles homonymes, voir Oberson.
Catherine Oberson, née le 14 janvier 1972 dans le 12e arrondissement de Paris, est une athlète française.

## Carrière
Formée en épreuves combinées, à Noisy-le-Sec, par Jean-Claude Péna, elle réalise un temps de 15 s 5 au 100 m haies, une longueur de 1,70 m en hauteur et de 10,50 m au poids, quand elle s'initie et se perfectionne avec son entraîneur au saut à la perche, épreuve alors non officielle ; pionnière dans les compétitions FSGT puis FNSU, elle deviendra en 1995, à Liévin en salle, la première Championne de France officielle de la FFA, avec 3,60 m et de ce fait la première internationale A de cette discipline naissante, fortement promue par Maurice Houvion, l'emblématique entraîneur national.